# Iglesia de Santo Domingo Savio

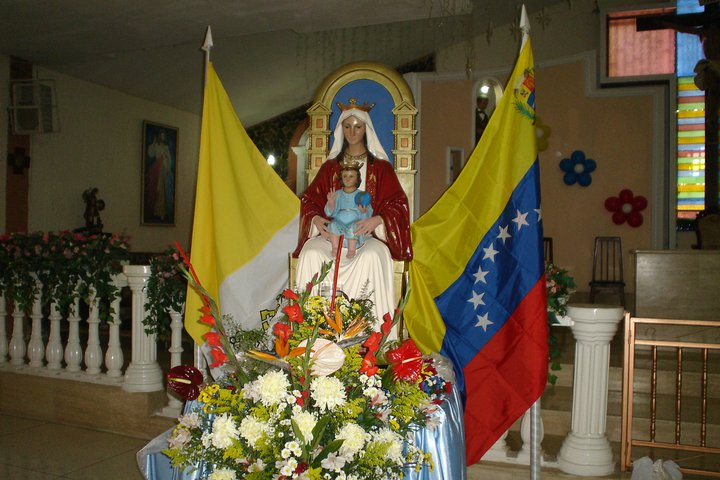
Imagen de Nuestra Señora de Coromoto, patrona de Venezuela con las banderas del Vaticano y Venezuela en la Iglesia

La Iglesia de Santo Domingo Savio o Parroquia Santo Domingo Savio, se compone de una serie de edificios religiosos perteneciente a la Iglesia católica localizados en la Avenida Guzmán Blanco cerca del Colegio Carlos Delgado Chalbaud en la parroquia Coche en jurisdicción del Municipio Libertador
 al suroeste del área metropolitana de la ciudad de Caracas o Distrito Metropolitano de Caracas.
Fundada en 1957 por sacerdotes de origen vasco, debe su nombre a Santo Domingo Savio (en italiano: San Domenico Savio) un estudiante de San Juan Bosco, en el Oratorio de San Francisco de Sales, que se propuso ser santo y murió tres semanas antes de cumplir los 15 años de edad, y que fue canonizado por Pío XII en 1954. El complejo parroquial incluye una iglesia, un dispensario, oficinas, la casa parroquial y un pequeño auditorio.